# Зона впливу диз'юнктиву
Зона впливу диз'юнктиву (рос. зона влияния дизьюнктива, англ. dominance zone of disjunctive, нім. Zone f der störungseinflusses, Disjunktivzone f) – зона, яка визначається потужністю області подрібнення порід в процесі відносного переміщення блоків. В З.в.д. безпечна виїмка корисної копалини, проведення та підтримка гірничих виробок ускладнені. Ширина З.в.д. визначається багатьма факторами (вид родовища, склад порід, геологічна будова масиву, амплітуда диз'юнктиву і ін.). Наприклад, щодо розробки вугільних родовищ при витриманому складі і будові гірського масиву розрахункову величину З.в.д. знаходять за формулою
l = yN1/2,
де у — коефіцієнт, встановлюваний спостереженнями в даних геологічних умовах. Для вугільних родовищ у коливається в межах від 2 до 6; N — нормальна амплітуда зсуву диз’юнктиву.